# Platanthera taiwanensis
Platanthera taiwanensis là một loài thực vật có hoa trong họ Lan. Loài này được (S.S. Ying) X.Qi Chen, S.W. Gale & P.J. Cribb mô tả khoa học đầu tiên năm 2009.